# NGC 1364
NGC 1364 este o galaxie spirală situată în constelația Eridanul. A fost descoperită în 1886 de către Frank Muller.